# Kalanchoe marmorata
Kalanchoe marmorata ist eine Pflanzenart aus der Gattung Kalanchoe in der Familie der Dickblattgewächse (Crassulaceae).

## Beschreibung

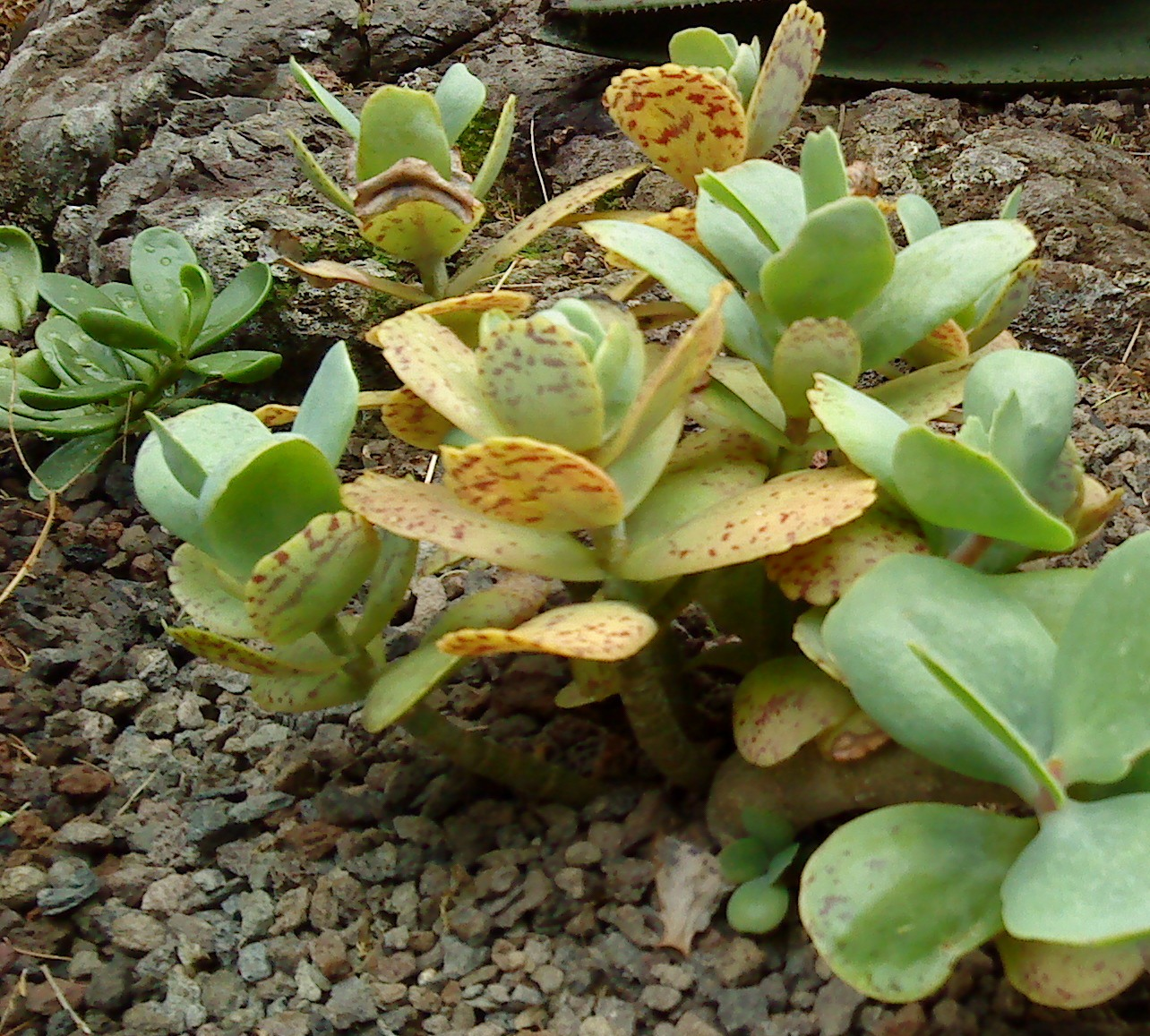
Ansammlung von Kalanchoe marmorata-Pflanzen

### Vegetative Merkmale
Die ausdauernde, vollständig kahle, glauke Kalanchoe marmorata erreicht Wuchshöhen von 50 bis 130 Zentimetern. Die Sprossachsen sind aufrecht bis basal niederliegend. Die sitzenden Laubblätter haben eine verkehrt-eiförmige bis breit verkehrt-eiförmige oder fast kreisrunde Blattspreite von 20 bis 25 Zentimeter Länge und etwa 13 Zentimeter Breite. Die glauk-graugrüne Blattspreite hat auf der Ober- und Unterseite oft purpurne Markierungen. Sie ist an der Spitze stumpf bis gerundet und an der Basis keilförmig bis halb stängelumfassend. Der Blattrand ist ganzrandig, gewellt, gekerbt oder gesägt.

### Generative Merkmale
Der bis 30 Zentimeter lange Blütenstand ist eine rispige Zyme. Die aufrechten Blüten sitzen an 15 bis 25 Millimeter langen Blütenstielen.
Die zwittrige Blüte ist radiärsymmetrisch mit doppelter Blütenhülle. Die Kelchröhre ist 1 bis 2 Millimeter lang und endet in linealisch-dreieckigen, lang verschmälerten Zipfeln, die 5 bis 17 Millimeter lang und 2 bis 6 Millimeter breit sind. Die Blütenkrone ist reinweiß, selten cremefarben und manchmal sehr blass rosa überlaufen. Ihre unteren Teile sind grünlich. Die 1,9 bis 125 Zentimeter lange Kronröhre hat lanzettliche bis breit verkehrt eiförmige Zipfel von 6 bis 250 Millimeter Länge und 6 bis 13 Millimeter Breite mit einem aufgesetzten Spitzchen. Die Staubblätter sind oberhalb der Mitte der Kronröhre angeheftet. Die obersten Staubblätter ragen kurz aus der Kronröhre heraus. Ihre länglichen Staubbeutel haben spitzendständige Drüsen und sind zwischen 0,7 und 2,5 Millimeter lang. Die linealischen Nektarschüppchen sind 4 bis 12,5 Millimeter lang. Seitlich gesehen ist das 9 bis 30 Millimeter lange Fruchtblatt eiförmig-lanzettlich. Der Griffel ist zwischen 9 und 80 Millimeter lang.

## Vorkommen
Kalanchoe marmorata ist in Zentral- und Ostafrika verbreitet. Sie gedeiht auf felsigen Hängen und Kulturland in Höhenlagen von 1200 bis 2400 Metern.
Taxonomie
Die Erstbeschreibung von Kalanchoe marmorata erfolgte 1892 durch John Gilbert Baker in Gardeners’ Chronicle. Band 2, London 1892, S. 300. Es existieren zahlreiche Synonyme.

## Nachweise